# Casimiro López Llorente
Casimiro López Llorente (El Burgo de Osma, 10 de novembre de 1950) és un sacerdot catòlic espanyol, que des de 2006 exerceix de bisbe de la Diòcesi de Sogorb-Castelló.

## Trajectòria
Va estudiar al seminari diocesà d'Osma-Sòria. El 1973 es va llicenciar en Teologia a la Universitat Pontifícia de Salamanca i el 1979 en Dret canònic a la Universitat de Múnic (Alemanya), on també va estudiar els cursos de doctorat en la mateixa matèria.
Va ser ordenar sacerdot el 6 d'abril de 1975 a la catedral del Burgo de Osma. El 2 de febrer de 2001 va ser nomenat bisbe de la Diòcesi de Zamora, sent consagrat el 25 de març del mateix any per l'arquebisbe Manuel Monteiro de Castro, i participant en la mateixa cerimònia de consagració el cardenal Antonio María Rouco Varela i l'arquebisbe José Delicado Baeza.

### Bisbe de Sogorb-Castelló
El 25 d'abril de 2006 va ser nomenat bisbe de Sogorb-Castelló. El seu lema va ser In servitium communionis. El 27 de desembre de 2013 va manifestar, a través de la carta pastoral La buena noticia del matrimonio y de la familia, el seu rebuig a la legislació vigent sobre matrimonis entre persones del mateix sexe i va augurar que donaria com a resultat un augment de fills «amb greus pertorbacions de personalitat». Anys més tard, el 9 de novembre de 2023, va assegurar que, si el govern espanyol atorgava l'amnistia als presos polítics del Procés independentista català, l'Estat de Dret se'n «resentirà enormement».